# Tipula (Microtipula) costaricensis
Tipula (Microtipula) costaricensis is een tweevleugelige uit de familie langpootmuggen (Tipulidae). De soort komt voor in het Neotropisch gebied.